# Todds sirystestiran
Todds sirystestiran (Sirystes subcanescens) is een zangvogel uit de familie Tyrannidae (tirannen). De Nederlandse naam verwijst naar de Amerikaanse ornitholoog Walter Edmond Clyde Todd die deze vogel in 1920 geldig heeft beschreven.

## Verspreiding en leefgebied
De soort komt voor in de Guyana's en noordoostelijk amazonisch Brazilië.

## Status
De grootte van de populatie is niet gekwantificeerd maar de soort wordt omschreven als vrij algemeen maar met een versnipperde verspreiding. Op de Rode lijst van de IUCN heeft deze soort de status niet bedreigd.